# North Central McLean, Bắc Dakota
Xã North Central McLean1 (tiếng Anh: North Central McLean1 Township) là một xã thuộc quận McLean, tiểu bang Bắc Dakota, Hoa Kỳ. Năm 2010, dân số của xã này là 527 người.